# Leo Eitinger
Leo Eitinger, né le 12 décembre 1912 et mort le 15 octobre 1996, est un psychiatre, auteur et éducateur norvégien. Survivant de l'Holocauste, il a consacré une partie de sa vie à étudier le trouble de stress post-traumatique chez les survivants de la Shoah, qui a conduit des survivants comme Paul Celan (1920-1970), Primo Levi (1919-1987) et bien d'autres à se suicider plusieurs décennies après l'expérience traumatisante. Il est un pionnier de la recherche sur les traumatismes psychologiques chez les réfugiés, et a jeté les bases de la recherche en psychiatrie militaire en Norvège en mettant l'accent sur les traumatismes psychologiques chez les soldats.

## Biographie
Fils de Salomon Eitinger (1877–1942) et Helene Kurz (1885–1936), Leo Eitinger est né à Lomnice, en Autriche-Hongrie (aujourd'hui Moravie du Sud, en République tchèque). Il est le plus jeune de six frères et sœurs dans une famille de la classe moyenne juive.
Il étudie la médecine à l'Université Masaryk de Brno, obtenant son diplôme en 1937. Après l'occupation allemande de la République tchécoslovaque en mars 1939, il fuit les persécutions nazies et arrive en Norvège comme réfugié avec l'aide d'un passeport Nansen,. À son arrivée, il fait en sorte que des enfants juifs s'échappent de Tchécoslovaquie pour s'installer dans le Foyer des enfants juifs à Oslo. Il a l'autorisation de travailler en tant que résident en psychiatrie à Bodø, mais son autorisation est révoquée par les nazis après l'invasion allemande de la Norvège en 1940,.

## Seconde Guerre mondiale
Il est clandestin de janvier 1941 jusqu'à son arrestation en mars 1942. Il est emprisonné dans divers endroits de Norvège et déporté le 24 février 1943 au camp d'Auschwitz où il travaille à l'hôpital du camp. Vers la fin de son incarcération, il est conduit à Buchenwald. Sur les 762 Juifs déportés de Norvège vers les camps de concentration allemands, seuls 23 ont survécu, Leo Eitinger étant l'un d'entre eux.

## Psychiatre de l'Holocauste
Après la libération de la Norvège, il y reprend sa pratique médicale, se spécialisant en psychiatrie. Il est médecin assistant à l'hôpital Rønvik de Bodø de 1946 à 1948. En 1950, il s'associe à la clinique psychiatrique de l'Université d'Oslo dans le quartier de Vinderen à Vestre Aker. En 1966, il est nommé professeur de psychiatrie à l'Université d'Oslo et devient chef de la clinique psychiatrique universitaire. Il se consacre à l'étude de la souffrance humaine en mettant l'accent sur la psychiatrie clinique, en particulier la victimologie et la psychiatrie des catastrophes. Il mène plusieurs études déterminantes sur les effets psychologiques et physiques à long terme d'un stress extrême et aussi de la situation de réfugié. Ses travaux confirment que les troubles mentaux apparaissent chez les réfugiés à une plus grande fréquence que dans la population générale, il publie plusieurs ouvrages sur le sujet,.
Eitinger est membre du conseil d'administration et président de l'Association psychiatrique norvégienne (Norsk Psykiatrisk Forening) de 1963 à 1967. Il est président de la section psychiatrique de la Commission médico-légale et président du Congrès nordique de psychiatrie (Nordiske psykiaterkongresser) en 1962 et 1987. Il est élu membre de l'Académie norvégienne des sciences en 1971 et est membre de plusieurs associations scientifiques et psychiatriques étrangères. Il a reçu un certain nombre de distinctions norvégiennes et étrangères, dont le prix Fritt Ord (Fritt Ords pris) en 1988. En 1978, il est nommé Commandeur de l'Ordre de Saint-Olaf.

## Avec Lisl Kohn
En 1946, il épouse Elisabeth (Lisl) Kohn (1914–1999). Tous deux consacrent leur vie à la promotion des Droits de l'homme et à la lutte contre l'injustice et le racisme. Leo Eitinger meurt en 1996, Lisl Eitinger en 1999. En leur honneur, l'Université d'Oslo crée le Prix Lisl et Leo Eitinger, décerné chaque année depuis 1986 en reconnaissance de l'engagement sur les Droits de l'homme, ou sur des recherches exceptionnelles en psychiatrie.

## Œuvres choisies
- Psykiatriske undersøkelser blant flyktninger i Norge, (1958)
- Alkoholisme og narkomani i Norge (1970)
- Mennesker blant mennesker (1985)